# 엘마어 베퍼
엘마어 베퍼(독일어: Elmar Wepper, 1944년 4월 16일~2023 10월 31일)는 독일의 배우, 성우이다.

## 작품 목록

### 영화
- 체리 블라썸 & 데몬스(2019년)
- 여전히 푸른 인생(2018년)
- 러브 이즈 에브리싱(2014년)
- 쓰리 쿼터 문(2011년)
- 사랑 후에 남겨진 것들(2008년) - 루디 역
- 사랑의 추구와 발견(2005년)
- 내 남자의 유통기한(2005년)